# Gomphus mamorensis
Gomphus mamorensis är en svampart som beskrevs av Singer 1983. Gomphus mamorensis ingår i släktet Gomphus och familjen Gomphaceae.   Inga underarter finns listade i Catalogue of Life.